# Sabcha Tah
Sabha Tah, auch Sabkhat Tah,Sebkha Tah Sebja Tah oder Sebjet Tah genannt (arabisch سبخة طاح, DMG Sabḫat Ṭāḥ), ist die größte und landeinwärts gelegene von drei Sabchas, welche unmittelbar südlich der Stadt Tarfaya im Süden von Marokko liegen. Sie liegt 15 Kilometer vom Atlantischen Ozean entfernt, grenzt an die Westsahara und befindet sich in der administrativen Region Laâyoune-Sakia El Hamra.
Ihre Fläche ist mit etwa 250 Quadratkilometern knapp halb so groß wie der Bodensee. Die maximale Länge beträgt 30 und die maximale Breite 10 Kilometer. Ihr tiefster Punkt liegt 55 Meter unter dem Meeresspiegel, womit sie zugleich der tiefste Punkt des Landes ist.

## Planungen eines Wasserkraftwerks
Angelehnt an ähnliche Pläne bezüglich der Qattara-Senke sieht ein Projekt vor, das Gefälle zwischen dem Meeresspiegel und dem tiefsten Punkt der Senke zur Stromerzeugung zu nutzen. Das aus dem Ozean fließende Wasser würde hydraulische Turbinen antreiben, bevor es die Senke erreicht.
Anders als bei dem Projekt Qattara-Senke wurde zwischenzeitlich erwogen, Windkraftwerke dieser durch starke Winde geprägten Region zu nutzen, um das Wasser aus der Senke wieder in den Ozean zu pumpen. Das Kraftwerk würde mit einer installierten Leistung von 500 MW ausgeplant.